# Sabbath Bloody Sabbath
Cet article concerne l'album. Pour la chanson, voir Sabbath Bloody Sabbath (chanson).
Albums de Black Sabbath
Vol. 4
(1972) Sabotage
(1975)
Singles
1. Sabbath Bloody Sabbath
Sortie : décembre 1973

Sabbath Bloody Sabbath est le cinquième album studio du groupe heavy metal britannique Black Sabbath, sorti le 1er décembre 1973 au Royaume-Uni.
Rick Wakeman le claviériste du groupe Yes joue le piano et le synthétiseur Minimoog sur une chanson de l'album, Sabbra Cadabra.

## Historique
Cet album a été enregistré au cours de l'année 1973, à l'issue de la première période de pause dans l'histoire du groupe. En effet, le début des années 1970 a été particulièrement mouvementé pour les quatre musiciens de Birmingham. En trois années, de 1970 à 1972, ils ne produisirent pas moins de quatre albums, tous suivis de longues tournées marquées par des concerts à répétition, et par l'usage répété de drogues comme la cocaïne. Il apparaissait évident que le groupe ne pouvait continuer ainsi. Une période de repos s'imposait donc. Mais le groupe n'avait pas arrêté de composer : Tony Iommi souhaitait faire prendre une nouvelle direction musicale à la formation.

### Enregistrement
Après la tournée britannique de promotion de l'album Vol. 4, les musiciens retournent à Los Angeles pour l'enregistrement du nouvel album. Ils se réinstallent dans la maison du quartier de Bel Air pour composer et répéter les nouveaux titres qu'ils comptent enregistrer dans les Record Plant Studios de Los Angeles. Mais rien ne se passe comme prévu, Tony Iommi n'a pas d'inspiration et n'arrive pas à composer la moindre musique valable. Le groupe annule tout et rentre en Angleterre où il fait une pause pour recharger les batteries avant de reprendre le boulot.
Plutôt que de louer une maison ou un studio pour travailler sur le nouvel album, le groupe décide de louer un château dans le Gloucestershire. Clearwell Castle se situe dans la Forêt de Dean et les musiciens installent leur matériel dans un des donjons espérant y capter de bonnes vibrations . Tony Iommi trouve le riff de Sabbath Bloody Sabbath (la chanson) et l'inspiration revient et la composition des chansons s’enchaînent assez rapidement. Geezer Butler compara l'instant où Tony Iommi leur présenta le riff de Sabbath Bloody Sabbath à la naissance de son premier enfant, la période de disette prenant fin et le commencement d'une nouvelle direction musicale. La composition de cet album fut émaillée par quelques "incidents" paranormaux, comme l'apparition du "fantôme" du château.
L'enregistrement se fera dans les studios Morgan de Willesden dans le nord-ouest de Londres. Le groupe produira lui-même l'album.

### Contenu
Cet album constitue assurément une des grandes réussites artistiques de Black Sabbath. Comme d'habitude, on retrouve les riffs pesants et lents qui sont la marque de fabrique du guitariste, mais les climats et les arrangements sont particulièrement travaillés. Les mélodies sont profondes et subtiles, comme jamais dans l'œuvre du groupe.
La chanson-titre, bâtie à la fois sur un riff électrique et des rythmiques acoustiques, donne son ton à l'album, tout entier tourné vers une fusion entre climats méditatifs et puissance hard rock. Ainsi on retrouve des titres fortement électrifiés, comme A National Acrobat et l'ébouriffant Sabbra Cadabra, formé sur un riff particulièrement inventif. Mais d'autres morceaux sont plus calmes, comme Looking for today, et l'instrumental acoustique Fluff.
Mais ce qui transparaît à l'écoute de cet album, c'est l'intervention des claviers. En effet, Black Sabbath n'avait fait intervenir qu'un piano auparavant joué par Tony Iommi, dans la chanson Changes de l'album précédent Vol. 4 et dans Planet Caravan sur l'album Paranoid. Dans ce disque, les claviers sont très présents. À noter que le groupe a reçu l'aide du célèbre claviériste Rick Wakeman, du groupe Yes - qui enregistrait l'album Tales from Topographic Oceans dans le studio adjacent - sur la pièce Sabra Cadabra, Ozzy et Wakeman ont collaboré ensemble par la suite sur l'album Ozzmosis d' Ozzy ainsi que sur Return to the Center of the Earth qui est le douzième album solo de Wakeman. Ainsi, Black Sabbath a été l'un des premiers groupes de rock dur à faire intervenir les synthétiseurs dans leur musique. On les entend dans Sabbra Cadabra et dans Who are you, ici ils sont joués par Tony Iommi. Cette démarche place le groupe une fois de plus en précurseur du metal progressif, inspirant des groupes comme Tool ou Dream Theater.

### La pochette
Drew Struzan, peintre et illustrateur américain, fut choisi pour réaliser les peintures qui représenteront le recto et le Verso de la pochette. Le recto représente la mort d'un homme dans la souffrance, étranglé par un serpent, entouré de différentes versions de lui-même (la jalousie, la perversion, la haine etc), la tête de lit étant représentée par le chiffre 666 du Nombre de la Bête et surmonté d'une tête de mort. Le verso, montre la mort paisible d'un homme entouré par des proches (femmes, homme, enfants) et veillé par deux lions. L'intérieur montre les quatre musiciens apparaissant comme des "esprits" dans une chambre à coucher.

### Accueil
Ce fut l'un des succès commerciaux les plus francs du groupe. Il se classa à la 4e place des charts britanniques (disque d'or) et la 11e place du Billboard 200 aux États-Unis (disque de platine).
La tournée qui suivit conduisit Black Sabbath à son apothéose lors du festival California Jam de 1974, devant plus de deux cent mille spectateurs en compagnie notamment de Black Oak Arkansas, Deep Purple et Emerson, Lake & Palmer.

## Liste des titres
- Tous les titres sont signés par Tony Iommi, Ozzy Osbourne, Geezer Butler & Bill Ward

Face 1
1. Sabbath Bloody Sabbath - 5:45
2. A National Acrobat - 6:13
3. Fluff - 4:09
4. Sabbra Cadabra - 5:57

Face 2
1. Killing Yourself to Live - 5:41
2. Who Are You? - 4:10
3. Looking for Today - 5:01
4. Spiral Architect - 5:31

- Titre bonus de la réédition en compact disc de 1986 parue sur Castle Communications.
1. Cornucopia (live) - 3:54

## Personnel
- Ozzy Osbourne - chant sauf (3), synthétiseur sur (5, 6), claquements de mains (7), tambourin
- Tony Iommi - guitare, clavecin (3), piano (3, 4, 6), synthétiseur (5), orgue (7) flûte (7), claquements de mains (7), cornemuse (8)
- Geezer Butler - basse, synthétiseur et mellotron (6), claquements de mains (7), flûte nasale (8),
- Bill Ward - batterie sauf (3), bongos (1), timbales (6, 8), claquements de mains (7)

Musiciens additionnels
- Rick Wakeman - piano et synthétiseur Minimoog sur (4)
- Wil Malone - arrangements des cordes, direction de l'orchestre (sur 8)
- The Phantom Fiddlers - cordes (sur 8)

## Charts et certifications
| Pays        | Durée du classement | Meilleur classement |
| ----------- | ------------------- | ------------------- |
| Allemagne   | 1 semaine           | 49e                 |
| Australie   | 23 semaines         | 5e                  |
| Canada      | 14 semaines         | 17e                 |
| États-Unis  | 32 semaines         | 11e                 |
| Norvège     | 14 semaines         | 6e                  |
| Royaume-Uni | 11 semaines         | 4e                  |

| Pays        | Certification | Ventes      | Date       |
| ----------- | ------------- | ----------- | ---------- |
| Canada      | Or            | 50 000 +    | 01/09/1977 |
| États-Unis  | Platine       | 1 000 000 + | 13/10/1986 |
| Royaume-Uni | Or            | 100 000 +   | 25/09/15   |